# Obelura
Obelura – rodzaj skorków z rodziny skorkowatych i podrodziny Skendylinae.
Zaokrąglona głowa tych skorków jest tak szeroka jak przedplecze i ma gładką powierzchnię. Czułki zbudowane są z dwunastu długich i smukłych członów. Skrócone, trapezowate pokrywy (tegminy) są mniej więcej tak długie jak szerokie i mają skośnie ścięte krawędzie tylne oraz kile wzdłuż brzegów zewnętrznych. Krawędź barkowa pokryw jest krótsza od kostalnej, wskutek czego odsłonięta jest tarczka śródtułowia, wyraźnie szersza u O. asiatica niż u O. tamul. Tylna para skrzydeł jest rozwinięta szczątkowo. Odnóża są długie i smukłe. Gładki odwłok zdobią bardzo wyraźne wzgórki boczne. Ostatni tergit u samca jest gładki i niezbyt silnie zwężony. Przedostatni sternit jest u O. asiatica zaopatrzony w parę kolców na bokach, a u O. tamul nieuzbrojony. Przysadki odwłokowe przekształcone są w szczypce o bardzo długich i smukłych, prawie się ze sobą stykających ramionach. 
Skorki te zamieszkują południową część Indii i Sri Lankę w krainie orientalnej.
Rodzaj ten wprowadzony został w 1907 roku przez Malcolma Burra. Nazwa rodzajowa to połączenie greckich słów: οβελοξ („kolec”) i ουρα („ogon”). Należą doń 2 opisane gatunki:
- Obelura asiatica (de Bormans, 1897)
- Obelura tamul (Burr, 1901)